# هازل هابيل
هازل هابيل (بالإنجليزية: Hazel Abel)‏‏ (19 يوليو 1888 في بلاتسموث - 30 يوليو 1966 في لينكون) سياسية من الولايات المتحدة.